# James Harrison Provost
James Harrison Provost (* 15. Oktober 1939 in Washington, D.C.; † 26. August 2000 ebenda) war ein US-amerikanischer römisch-katholischer Kirchenrechtler.

## Leben
Er studierte Philosophie und Theologie am Caroll College in Helena und in Löwen, wo er 1963 für das Bistum Helena zum Priester geweiht wurde. Nach dem kirchenrechtlichen Lizentiats- und Promotionsstudium an der kirchenrechtlichen Fakultät der Lateranuniversität (1967 Doktorat) war er in seiner Heimatdiözese von 1967 bis 1979 Kanzler der Diözesankurie und Offizial des Bischöflichen Diözesangerichts. 1979 wurde er zum Professor für Kirchenrecht an der Catholic University of America ernannt.

## Schriften (Auswahl)
- Interecclesial communion in the light of the II Vatican Council. Rom 1967, OCLC 948998357.
- Hg.: Official ministry in a new age. Washington, DC 1981, OCLC 1203651950.
- Hg.: Code, community, ministry. Selected studies for the parish minister introducing the revised Code of Canon Law. Washington, DC 1983, ISBN 0-943616-15-8.
- mit Knut Walf (Hg.): Catholic identity. London 1994, ISBN 0-334-03028-5.